# Colletes laevifrons
Colletes laevifrons är en biart som beskrevs av Morawitz 1894. Colletes laevifrons ingår i släktet sidenbin, och familjen korttungebin. Inga underarter finns listade i Catalogue of Life.